# عزلة خميس بني دهش (عمران)

تعديل مصدري - تعديل

عزلة خميس بني دهش هي إحدى عزل مديرية ظليمة حبور في محافظة عمران اليمنية ويبلغ تعداد سكانها 10764 نسمة حسب التعداد السكاني في اليمن لعام 2004.

## روابط خارجية
- الجهاز المركزي للإحصاء بالجمهورية اليمنية
- المركز الوطني للمعلومات باليمن
- World Gazetteer:Yemen
- الدليل الشامل